# Frederik Jakobsen
Frederik Jakobsen (ur. 1 maja 1998 w Ejby) – duński żużlowiec.

## Życiorys
Brązowy medalista młodzieżowych indywidualnych mistrzostw Danii (Outrup 2018).

## Przynależność klubowa
Dania
- Team Fjelsted (2015–2022)
- Region Varde Elitesport (2023)

Szwecja
- Piraterna Motala (2017)
- Lejonen Gislaved (2018)
- Dackarna Målilla (2019–)

Polska
- PSŻ Poznań (2017–2018)
- Start Gniezno (2019–2021)
  - Stal Gorzów Wielkopolski (2019, wyp.)
- GKM Grudziądz (2022–2023)
- TŻ Ostrovia (2024)

Wielka Brytania
- Poole Pirates (2018)
- King's Lynn Stars (2022–)

## Osiągnięcia

### Speedway of Nations
| Sezon | Dzień               | Miejscowość | Miejsce | Skład | Punkty        | Biegi         | Reprezentacja | Zwycięzca |
| ----- | ------------------- | ----------- | ------- | ----- | ------------- | ------------- | ------------- | --------- |
| 2018  | 8 czerwca 9 czerwca | Wrocław     | 6.      | [ a ] | 0 (20) 0 (15) | (ns) (0,0)    | Dania         | Rosja     |
| 2019  | 20 lipca 21 lipca   | Togliatti   | 4.      | [ b ] | 4 (19) 5 (18) | (2,2) (2,2,1) | Dania         | Rosja     |

### DME - Drużynowe Mistrzostwa Europy
| Sezon | Dzień       | Miejscowość | Miejsce | Skład | Punkty | Biegi       | Reprezentacja | Zwycięzca |
| ----- | ----------- | ----------- | ------- | ----- | ------ | ----------- | ------------- | --------- |
| 2022  | 15 maja     | Poznań      | 2.      | [ c ] | 6 (28) | (3,0,0,3)   | Dania         | Polska    |
| 2023  | 22 kwietnia | Stralsund   | 2.      | [ d ] | 9 (35) | (1,1,3,3,1) | Dania         | Polska    |

### IMŚJ - Indywidualne Mistrzostwa Świata Juniorów
| Sezon | Dzień               | Miejscowość                 | Miejsce | Punkty      | Biegi                                     | Klub                      | Zwycięzca        |
| ----- | ------------------- | --------------------------- | ------- | ----------- | ----------------------------------------- | ------------------------- | ---------------- |
| 2018  | 29.06, 22.07, 28.09 | Dyneburg, Leszno, Pardubice | 6.      | 25 (11+5+9) | (2,2,3,3,t,1), (1,1,0,2,1), (2,2,2,t,2,1) | Iveston PSŻ Poznań        | Bartosz Smektała |
| 2019  | 22.06, 14.09, 04.10 | Lublin, Güstrow, Pardubice  | 10.     | 20 (6+6+8)  | (2,2,u,1,1), (2,0,0,2,2), (2,2,1,1,2)     | Car Gwarant Start Gniezno | Maksym Drabik    |

### DMŚJ - Drużynowe Mistrzostwa Świata Juniorów
| Sezon | Dzień       | Miejscowość | Miejsce | Skład | Punkty  | Biegi          | Reprezentacja | Zwycięzca |
| ----- | ----------- | ----------- | ------- | ----- | ------- | -------------- | ------------- | --------- |
| 2016  | 20 sierpnia | Norrköping  | 3.      | [ e ] | 10 (24) | (0,1,2,3,1,3)  | Dania         | Polska    |
| 2017  | 2 września  | Rybnik      | 3.      | [ f ] | 13 (27) | (2,4!,2,3,2)   | Dania         | Polska    |
| 2018  | 18 sierpnia | Outrup      | 2.      | [ g ] | 13 (42) | (2,2,3,3,3)    | Dania         | Polska    |
| 2019  | 12lipca     | Manchester  | 3.      | [ h ] | 8 (31)  | (2,1,1,2!,d,2) | Dania         | Polska    |

### IMEJ - Indywidualne Mistrzostwa Europy Juniorów
| Sezon | Dzień       | Miejscowość       | Miejsce | Punkty | Biegi       | Klub                          | Zwycięzca      |
| ----- | ----------- | ----------------- | ------- | ------ | ----------- | ----------------------------- | -------------- |
| 2016  | 10 września | Lamothe-Landerron | 8.      | 9      | (1,2,2,2,2) | –                             | Dimitri Bergé  |
| 2017  | 26 sierpnia | Dyneburg          | 5.      | 9      | (2,2,2,u,3) | Naturalna Medycyna PSŻ Poznań | Robert Lambert |
| 2018  | 15 września | Stralsund         | 3.      | 12     | (1,2,3,3,3) | Iveston PSŻ Poznań            | Dominik Kubera |

### DMEJ - Drużynowe Mistrzostwa Europy Juniorów
| Sezon | Dzień       | Miejscowość | Miejsce | Skład | Punkty  | Biegi         | Reprezentacja | Zwycięzca |
| ----- | ----------- | ----------- | ------- | ----- | ------- | ------------- | ------------- | --------- |
| 2015  | 12 września | Pilzno      | 3.      | [ i ] | 2 (30)  | (1,0,–,1,–,–) | Dania         | Polska    |
| 2016  | 28 sierpnia | Stralsund   | 2.      | [ j ] | 9 (35)  | (3,2,1,–,3)   | Dania         | Polska    |
| 2017  | 16 września | Krosno      | 2.      | [ k ] | 12 (35) | (3,2,2,3,2)   | Dania         | Polska    |
| 2018  | 16 września | Dyneburg    | 1.      | [ l ] | 13 (45) | (3,2,3,2,3)   | Dania         | –         |

### DMP - Drużynowe Mistrzostwa Polski
| Sezon | Liga       | Klub                                       | Miejsce | Mecze | Biegi | Punkty | Bonusy | Razem | Śr. bieg.   | Zwycięzca ligi                               | Mistrz Polski          |
| ----- | ---------- | ------------------------------------------ | ------- | ----- | ----- | ------ | ------ | ----- | ----------- | -------------------------------------------- | ---------------------- |
| 2017  | II liga    | Naturalna Medycyna PSŻ Poznań              | 4.      | 12    | 65    | 127    | 2      | 129   | 1,985 (15.) | GTM Start Gniezno                            | Fogo Unia Leszno       |
| 2018  | II liga    | Iveston PSŻ Poznań                         | 5.      | 12    | 60    | 115    | 7      | 122   | 2,033 (9.)  | Stal Rzeszów                                 | Fogo Unia Leszno       |
| 2019  | I liga     | Car Gwarant Start Gniezno                  | 3.      | 2     | 9     | 6      | 2      | 8     | 0,889 (nsk) | PGG ROW Rybnik                               | Fogo Unia Leszno       |
| 2019  | Ekstraliga | truly.work Stal Gorzów Wielkopolski (gość) | 7.      | 2     | 5     | 4      | 0      | 4     | 0,800 (nsk) | Fogo Unia Leszno                             | Fogo Unia Leszno       |
| 2020  | I liga     | Car Gwarant Kapi Meble Budex Start Gniezno | 2.      | 12    | 49    | 92     | 8      | 100   | 2,041 (12.) | eWinner Apator Toruń                         | Fogo Unia Leszno       |
| 2021  | I liga     | Aforti Start Gniezno                       | 7.      | 14    | 71    | 128    | 4      | 132   | 1,859 (22.) | Arged Malesa TŻ Ostrovia Ostrów Wielkopolski | Betard Sparta Wrocław  |
| 2022  | Ekstraliga | ZOOleszcz GKM Grudziądz                    | 7.      | 14    | 73    | 101    | 17     | 118   | 1,616 (27.) | Motor Lublin                                 | Motor Lublin           |
| 2023  | Ekstraliga | ZOOleszcz GKM Grudziądz                    | 7.      | 14    | 60    | 68     | 9      | 77    | 1,283 (41.) | Platinum Motor Lublin                        | Platinum Motor Lublin  |
| 2024  | I liga     | Arged Malesa Ostrów Wielkopolski           | 3.      | 18    | 88    | 169    | 17     | 186   | 2,114 (8.)  | Innpro ROW Rybnik                            | Orlen Oil Motor Lublin |

Podsumowanie:
| Sezony | Mecze | Biegi | Pkt | Bonusy | Razem | Średnia/bg | Średnia/mc |
| ------ | ----- | ----- | --- | ------ | ----- | ---------- | ---------- |
| 8      | 100   | 480   | 810 | 66     | 876   | 1,825      | 8,760      |

### IMD - Indywidualne Mistrzostwa Danii
| Sezon | Dzień       | Miejscowość | Miejsce | Punkty | Biegi       | Klub                    | Zwycięzca              |
| ----- | ----------- | ----------- | ------- | ------ | ----------- | ----------------------- | ---------------------- |
| 2018  | 4 sierpnia  | Esbjerg     | 16.     | 1      | (1)         | Fjelsted Speedway Klub  | Niels Kristian Iversen |
| 2019  | 30 maja     | Holsted     | 7.      | 8      | (2,1,2,3,0) | Fjelsted Speedway Klub  | Kenneth Bjerre         |
| 2020  | 30 września | Vojens      | 13.     | 3      | (0,1,0,1,1) | Fjelsted Speedway Klub  | Anders Thomsen         |
| 2021  | 9 czerwca   | Vojens      | 11.     | 4      | (0,1,0,3,0) | Fjelsted Speedway Klub  | Anders Thomsen         |
| 2022  | 22 czerwca  | Holsted     | 7.      | 8      | (3,2,0,1,2) | Fjelsted Speedway Klub  | Rasmus Jensen          |
| 2023  | 21 czerwca  | Slangerup   | 11.     | 7      | (0,1,3,1,2) | Region Varde Elitesport | Mikkel Michelsen       |
| 2024  | 7 sierpnia  | Grindsted   | 6.      | 9      | (1,3,3,0,2) | Fjelsted Speedway Klub  | Anders Thomsen         |

### MIMD - Młodzieżowe Indywidualne Mistrzostwa Danii
| Sezon | Dzień       | Miejscowość | Miejsce | Punkty | Biegi         | Klub                   | Zwycięzca        |
| ----- | ----------- | ----------- | ------- | ------ | ------------- | ---------------------- | ---------------- |
| 2015  | 4 września  | Brovst      | 12.     | 5      | (1,0,2,1,1)   | Fjelsted Speedway Klub | Mikkel Michelsen |
| 2016  | 25 września | Holstebro   | 10.     | 8      | (2,2,1,2,1)   | Fjelsted Speedway Klub | Jonas Jeppesen   |
| 2017  | 29 lipca    | Holsted     | 5.      | 11     | (2,2,2,2,3)   | Fjelsted Speedway Klub | Sam Jensen       |
| 2018  | 3 sierpnia  | Outrup      | 3.      | 13     | (1,3,3,3,3)+w | Fjelsted Speedway Klub | Andreas Lyager   |